# Kłomnice
Kłomnice è un comune rurale polacco del distretto di Częstochowa, nel voivodato della Slesia.
Ricopre una superficie di 147,85 km² e nel 2004 contava 13 885 abitanti.